# Fatu Rock
Fatu Rock är en ö i Amerikanska Samoa (USA).   Den ligger i distriktet Östra distriktet, i den västra delen av landet, 4 km sydost om huvudstaden Pago Pago.